# スカパーJSAT
スカパーJSAT株式会社（スカパージェイサット、英語: SKY Perfect JSAT Corporation）は、日本の通信衛星事業者、衛星放送プラットフォーム事業者（有料放送管理事業者）および有線一般放送事業者。
法人格としては、現商号の「スカパー」に該当する株式会社スカイパーフェクト・コミュニケーションズ（SKY Perfect Communications Inc.）の後身にあたる。本項では、その前身である同社についても併せて記述する。

## 概要
2008年10月1日、スカパーJSATグループの中核事業3社のうち、スカパーを存続会社とし、衛星運営会社のJSAT株式会社、宇宙通信株式会社を合併して設立した。
衛星インフラを主軸としている電気通信事業者であり、十数機の通信衛星を運用、アジア随一、世界有数規模の通信衛星保有企業となっている。
大口利用者には、防衛省・NTTグループ・自治体衛星通信機構が挙げられるほか、CS放送（CSによる衛星基幹放送事業者および衛星一般放送事業者）、番組素材配信（日本放送協会を含む基幹放送事業者）、ケーブルテレビ局向け番組配信（日本デジタル配信）にも多くの衛星通信回線を提供している。
うち、日本国内の衛星放送分野では、唯一のCSによる衛星基幹放送の基幹放送局提供事業者および衛星一般放送事業者に放送設備を提供する電気通信事業者でもあり、全てのCS放送番組を各視聴者へ向け送信し、かつ唯一の有料放送管理事業者として スカパー!および スカパー!プレミアムサービスというプラットフォームを運営する事で知られている。これに付随し放送番組やインターネット向けの映像コンテンツの制作・供給、CS放送受信機器の販売・レンタルなども行っている。

## 沿革
（旧JSATおよび宇宙通信はそれぞれの項目参照）
- 1994年11月10日 - 株式会社ディーエムシー企画（DMC Plannning Inc.）設立。
- 1995年
  - 7月 - 株式会社ディーエムシー企画が株式会社ディーエムシーと商号変更。
  - 9月 - 株式会社ディーエムシーが日本デジタル放送サービス株式会社（Japam Digital Broadacast Service Co., Ltd.）と商号変更。
- 1996年
  - 6月20日 - ニューズ・コープとソフトバンク、「JスカイB」計画発表。
  - 9月30日 - 日本デジタル放送サービス、東経128度CSプラットフォーム「パーフェクTV!」開始。
  - 12月17日 - ジェイ・スカイ・ビー株式会社（JスカイB）設立。
- 1997年12月 - 日本デジタル放送サービスとJスカイBの合併交渉開始発表。
- 1998年
  - 2月3日 - 日本デジタル放送サービスとJスカイBの対等合併合意発表。
  - 4月25日 - 日本デジタル放送サービスとJスカイBの合併に先立ち、プラットフォーム名を「スカイパーフェクTV!」に変更。JスカイBが運営する東経124度CSプラットフォーム「SKYサービス」開始。従来の東経128度は「パーフェクTV!サービス」とする。
  - 5月1日 - 日本デジタル放送サービスを存続会社としてJスカイBを合併。
- 2000年
  - 6月28日 - 日本デジタル放送サービス、株式会社スカイパーフェクト・コミュニケーションズ（スカパー）と商号変更。
  - 9月19日 - スカパー、マルチチャンネルエンターテイメント株式会社（現・株式会社スカパー・エンターテイメント）を子会社として設立。
  - 11月9日 - 株式会社ワン・テン企画設立。
- 2001年5月7日 - 株式会社ワン・テン企画が株式会社プラット・ワンと商号変更。
- 2002年
  - 3月1日 - プラット・ワン、東経110度CS放送プラットフォーム「プラット・ワン」開始。
  - 7月1日 - スカパー、東経110度CS放送プラットフォーム「スカイパーフェクTV!2」開始。
- 2003年6月2日 - スカパー、株式会社オプティキャストを設立。同社は新築やアンテナを設置できない集合住宅等向けに、スカパー!等の電波を光信号に変換して光ケーブルで伝送するオプティキャストサービス（現・スカパー!プレミアムサービス光）を2004年に開始した。
- 2004年
  - 3月1日 - スカパーを存続会社としてプラット・ワンを合併。両者の東経110度CSプラットフォームを統合し、「スカイパーフェクTV!110」（現・スカパー!）とする。
  - 3月22日 - 東証マザーズから東証1部へ上場市場を変更。（証券コード：4795）
- 2005年6月 - 携帯電話を利用した新規事業を展開するため株式会社スカパー・モバイルを設立。
- 2005年10月 - 日経平均株価の構成銘柄に採用される。元・マザーズ上場企業が日経平均株価の構成銘柄に採用されるのは、これが初めてのことであった（その後、2015年10月にディー・エヌ・エーも採用される）。
- 2006年12月 - 衛星放送業界で最大のライバル会社であったWOWOWと業務提携。WOWOWのアナログBS5チャンネルで放送されている内容をスカイパーフェクTV!で放送開始。オプティキャストが運営する（現・スカパー!プレミアムサービス光）でものちに放送も開始（2007年1月から）。
- 2007年
  - 4月2日 - JSAT株式会社（登記上はジェイサット株式会社）と株式移転し、スカパーJSAT株式会社（2008年6月、株式会社スカパーJSATホールディングスに商号変更）を設立、同社の子会社となる。スカイパーフェクト・コミュニケーションとJSAT共に、3月27日付けで東証1部上場廃止。
  - 9月25日 - 本社を東京都渋谷区渋谷の渋谷クロスタワーから現在地に移転。
- 2008年
  - 6月27日 - 総務大臣への届出により、有料放送管理事業者となる。
  - 8月21日 - JSAT株式会社は、JSAT MOBILE Communications株式会社を設立。
  - 10月1日 - スカパーを存続会社として、兄弟会社の宇宙通信株式会社及びJSAT株式会社を合併、商号をスカパーJSAT株式会社へ変更するとともに、衛星放送子会社の株式会社スカパー・ブロードキャスティング、マルチチャンネルエンターテイメント株式会社（現・株式会社スカパー・エンターテイメント）、株式会社eTEN（現・スカパー・ブロードキャスティング）を吸収分割により、親会社である株式会社スカパーJSATホールディングスの直接の子会社とする。
スカパー!のハイビジョン放送サービス、スカパー!HDサービス（現・スカパー!プレミアムサービス）を開始。
  - 11月30日 - 連結子会社の株式会社インフォメーションネットワーク郡山を解散。
- 2009年2月20日 -  放送法施行規則改正により、特別衛星放送および一般衛星放送の受託放送事業者にみなされる。
- 2010年
  - 2月26日 - 保有する株式会社ケーブルテレビ足立（現・ジェイコム足立）の株式をジャパンケーブルネット株式会社（2014年に株式会社ジュピターテレコムと合併）に譲渡。
  - 4月1日 - 完全子会社の株式会社スカパー・ウェルシンクを吸収合併。NTT東日本、NTTドコモ、NTTデータ、NTTコミュニケーションズが保有する株式会社データネットワークセンター（現・スカパー・カスタマーリレーションズ）の全株式を取得し、同社を完全子会社化。
  - 8月5日 - 完全子会社の株式会社スカパー・モバイルを解散。
- 2011年6月30日 - 放送法改正により、衛星基幹放送の基幹放送局提供事業者および衛星一般放送事業者に放送設備を提供する電気通信事業者にみなされる。
- 2014年4月1日 - 完全子会社の株式会社オプティキャストを合併。有線一般放送事業者ともなる。
- 2014年
  - 現地語による24時間放送チャンネル『WAKUWAKU JAPAN』インドネシアで開局（2022年2月 放送・配信終了）
  - 「ソチ2014パラリンピック冬季競技大会」でパラリンピック専門チャンネルを開局
  - 航空機向けインマルサット衛星通信サービス「Swift Broadband」（スイフトブロードバンド）を提供開始
  - 「スカパー!プレミアムサービス」のH.264／AVC映像圧縮方式への移行が完了
- 2015年
  - 「スカパー!プレミアムサービス」において4K放送サービスの提供開始
  - 「フレッツ・テレビ」および「スカパー！プレミアムサービス光」による4K放送サービスの提供開始
  - WAKUWAKU JAPAN（株）設立（2019年12月 解散）
  - 通信衛星JCSAT-3Aを経由し、4K HDR映像の伝送を実施
  - インテルサット社と「Horizons 3e」を共同で調達することを決定
- 2016年
  - ANA国内線Wi-Fiサービス開始に伴い「スカパー！プレミアムサービス」の3チャンネルを提供開始
  - 「JCSAT-17」の調達契約を締結
  - （株）NTTドコモによる「スカパー!」の申し込み受付開始
  - 「スカパー!4K 体験」開局、「スカパー!4K 映画」「スカパー!4K 総合」は24時間編成となる
  - 「JCSAT-2B」打ち上げ「JCSAT-5A」帯域利用による、JALの全国内線へのWi-Fiサービス開始
  - （株）エンルートがグループ会社に加わり、ドローン事業に参入（2021年6月 解散）
  - ソフトバンク（株）によるスカパー！の申し込み受付開始
  - 「JCSAT-16」打ち上げ
  - Planet社の地球観測衛星画像販売サービスを開始
  - 「スカパー!4K 体験」にて、4K HDR放送を開始
  - スカパー!オンデマンド新アプリリリース
  - KSAT社と戦略的業務提携、低軌道衛星向け地上局サービス業務開始
  - 「JCSAT-15」打ち上げ
- 2017年
  - JAXAから光データ中継衛星のバス運用に係る業務を受注
  - （株）エンルートを完全子会社化
  - Kymeta社との共同実験、アジアで初めて平面アンテナによる移動体向け衛星通信に成功
  - Orbital Insight社の衛星画像解析ソリューション代理店契約の締結
  - 「スカパー!ハイブリッド」開始
- 2018年
  - 「Superbird-8」打ち上げ
  - チャレナジー社製の世界初「垂直軸型マグナス式風力発電機」と衛星通信で離島・山間部での電力・通信サービス提供を目指した実証実験開始
  - 米国KVH社へ出資、次世代船舶向けインタネット接続サービス「OceanBB plus」提供開始
  - 宇宙開発企業ブルー・オリジン社との合意書締結
  - ExBirdサービス『災害医療プラン』提供開始
  - 『WAKUWAKU JAPAN』ベトナムで開局、台湾の大手ケーブルネットワーク「CNS」傘・下の全サービスでも放送を開始し視聴可能世帯数アジア1,380万世帯に拡大
  - 新4K8K衛星放送開始
  - スカパーJSAT他4社で音楽とスポーツに特化した会社「THReee entertainment」を設立
  - 米国宇宙ベンチャーHawkEye360社と販売代理店契約を締結
  - 当社初のHTS衛星「Horizons 3e」打ち上げ
  - スマホアプリ「くもろぐ」誕生
  - スカパーJSATグループミッション策定 Space for your Smile
  - 2台目・3台目が無料の「スカパー！基本プラン」販売開始
- 2019年
  - 光データ中継事業の共同展開に向けてAirbus社と覚書を締結
  - チャレナジー社への出資契約を締結
  - パスコ社との宇宙事業における業務提携
  - Planet Labs Inc.社とのパートナーシップおよび出資契約締結
  - JAXAと小型実証衛星4型の譲渡契約締結
  - Orbital Insight社へ出資契約を締結
  - 災害支援に衛星IoT利用 DMAT隊員の活動を支援
  - 衛星画像による高頻度船舶検出サービスの提供開始
  - 「JCSAT-18」打ち上げ
  - 光回線を使ったテレビサービスにおけるBS/110度CS左旋4K・8K放送の提供開始
  - 「JCSAT-１C」打ち上げ
  - Spatio-i始動
- 2020年
  - 「株式会社NTTe-sports」に出資参画
  - 「JCSAT-17」の打ち上げ
  - 世界初 宇宙ごみをレーザーで除去する衛星を設計・開発
  - JAXAと技術試験衛星9号機に関する協定書締結
  - スカパーJSAT 企業ブランディング活動を開始『未知を、価値に。』
  - ゼンリン・日本工営と『衛星防災情報サービス』提供 に向けて業務提携
  - 電力中央研究所と『ハイブリッド型太陽光発電出力予測システム』共同開発に合意
  - 東北ケーブルテレビネットワーク、NTT東日本との協業開始
  - 超小型軽量アンテナSatcubeを用いたIP映像伝送サービス『Sat-Q』（サットキュー）サービス開始
  - ブンデスリーガと共同マーケティング活動を含めた契約締結
  - サステナビリティ委員会設置
  - NICTより『Beyond 5Gにおける衛星-地上統合技術の研究開発』を受託を追加
  - タグボートを使用した遠隔操船実船試験に成功
- 2021年
  - 上空からの通信エリア化に向けた39GHz帯の電波伝搬測定実証実験
  - 「Superbird-9」調達契約を締結
  - 国内初　静止衛星とローカル5Gとの接続による映像伝送実験
  - NTTと 新たな宇宙事業のための業務提携契約を締結
  - MILIZEと業務提携契約を締結　共同での実証実験を開始
  - 総務省公募案件「グローバル量子暗号通信網構築のための衛星量子暗号技術の研究開発」受託
  - フリークアウトと業務提携契約を締結
  - 衛星データサービス企画株式会社設立
  - 「無人運航船プロジェクト」、陸上操船拠点が完成
  - 最新スマートテレビを利用できるサブスクサービス『PLUSY（プラシ―）』開始
  - 配信サービス「SPOOX」開始
  - PLAY社との共同サービス「メディアHUBクラウド」開始
  - 海洋ブロードバンドサービス『JSATMarine』2022年1月から提供開始
  - QPS研究所と小型SAR衛星コンステレーションを活用した事業拡大に向け業務提携
- 2022年
  - エアバス、NTT、ドコモとHAPSの早期実用化に向けた研究開発などの推進を検討する覚書を締結
  - Sol Levante Sports（ソル・レヴァンテ・スポーツ）株式会社設立
  - 衛星画像を活用した“Satellite Crayon Project”「海のクレヨン」販売開始
  - 横浜衛星管制センター・茨城ネットワーク管制センターの使用電力を再生可能エネルギーに転換
  - 次世代衛星『JCSAT-1C』の帯域を衛星通信事業者Intelsatへ提供
  - アイ・ピー・エスとフィリピン国内における衛星インターネット接続サービスを開始
  - クリエイターエコノミーの市場開拓のため、Web3関連プロダクトを開発するFrame00と資本業務提携
  - 株式会社Space Compass 業務開始
  - 福岡市実証実験フルサポート事業「宇宙」採択プロジェクト
  - 衛星データを活用した、ため池モニタリング実証で有効性を確認
  - 「スマ電CO2ゼロ with スカパー！」販売開始
  - 飯田ケーブルテレビと新たな方式による多チャンネルサービスの提供に向けて業務締結
  - SpaceX社とSuperbird-9の衛星打ち上げサービス調達契約締結
  - NTT-WEマリンと内航船舶向け定額制高速衛星通信「JSATMarine Light」を提供開始
  - 「海のクレヨン」が世界三大デザイン賞のひとつ レッド・ドット・デザイン賞受賞
  - ブンデスリーガジャパンツアー2022 powered by スカパーJSAT開催
  - ゼンリン・日本工営と衛星で斜面やインフラの変動リスクをモニタリングするサービス「LIANA」をリリース
  - スカパー東京メディアセンターの使用電力を実質再生可能エネルギーに転換
- 2024年
  - 3月31日 - 「WOWOW 4K」を除く4K放送9チャンネルが放送終了[2]。
  - 4月1日 - 伊藤忠商事と共同でアニメ会社「スカパー・ピクチャーズ」を設立[3][4]。

## 主要事業

### 衛星事業

#### 関連衛星一覧
2013年10月時点。
| シリーズ            | 通 算 打上数 （内失敗） | スカパーJSAT | スカパーJSAT | 概略 |
| シリーズ            | 通 算 打上数 （内失敗） | 保有数       | 管制数       | 概略 |
| ------------------- | ----------------------- | ------------ | ------------ | --- |
| N-SAT-110           | 1                       | 1            | 1            | 2000年に打ち上げ、運用中の日本国内向け衛星。旧JSATと旧宇宙通信が区分保有、管制業務は旧宇宙通信が担当していた。このため、JCSAT-110、SUPERBIRD-Dという別名を持っている。 |
| JCSAT               | 12（1）                 | 7            | 7            | 旧JSATから続く、日本及びアジア・太平洋地域向けシリーズ。 |
| SUPERBIRD           | 8（1）                  | 3            | 3            | 旧宇宙通信によるシリーズ。但し最後に打ち上げたSUPERBIRD C2は、スカパーJSAT成立直後の2008年10月に納入となった。 |
| BSAT-3c/ JCSAT-110R | 1                       | 1            | 0            | 2011年に打ち上げ、放送衛星システムと区分保有の日本国内向けBS・CSハイブリッド衛星。CS部分をスカパーJSATが保有しJCSAT-110Rと呼称、N-SAT-110をバックアップする。管制業務は放送衛星システムに委託。 |
| Horizons            | 2                       | 2            | 0            | 旧JSATと旧パンアムサット（インテルサットに被合併）による北米向けシリーズ。2007年までに打ち上げられた2機を運用中。インテルサットとの区分保有機で、同社に管制業務委託。但しHorizons-2は軌道遷移し次のIntelsat 15と同じ用途へ変更されている。 |
| Intelsat 15         | 1                       | 1            | 0            | インテルサットが保有する中継器22本のうちスカパーJSATが5本区分所有し、JCSAT-85と呼称する。アジア、インド洋、中近東、ロシアなどをカバーする。 |
| N-STAR              | 3                       | 1            | 1            | NTTグループによるシリーズ。2002年までに3機が打ち上げられ、管制業務を旧JSATが受託。運用中であるのはNTTドコモが保有していたN-STARc（2010年、スカパーJSATへ譲渡）のみ。運用を終えた2機も、運用末期に旧JSATへ譲渡となっていた。その後継機としての役割も持っているJCSAT-5Aについては運用当初から旧JSATの保有機であるが、NTTグループにおいてはN-STARdと呼称している。 |
| WINDS               | 1                       | 0            | 1            | 2008年に打ち上げられた「きずな」の愛称を持つ宇宙航空研究開発機構（JAXA）の超高速インターネット衛星。2012年に管制・運用業務受託。 |
| MBSat               | 1                       | 0            | 1            | モバイル放送とSKテレコムが区分保有する、移動体向け放送衛星。2004年に打ち上げられ運用中。管制業務を旧宇宙通信が受託。 |
| 合計                | −                       | 16           | 14           | 本表のJCSAT、SUPERBIRDについては、N-SAT-110、BSAT-3c/JCSAT-110R及びIntelsat 15を除外した数値。 |

### 有料多チャンネル事業

#### プラットフォーム
- スカパー! - 衛星基幹放送（BSデジタル放送および東経110度CSデジタル放送）
- スカパー!プレミアムサービス - 衛星一般放送（東経124度・128度CSデジタル放送）
- スカパー!プレミアムサービス光 - 有線一般放送（光放送）

#### 放送・番組供給
スカパー!向けチャンネル
スカパー・エンターテイメントによる衛星基幹放送へのみ供給している。
- Ch.BS241 BSスカパー!（2022年10月31日をもって放送終了）
- Ch.BS849 スカパー!ガイド（データ放送）（2022年10月31日まではCh.BS840で放送されていた）
- Ch.CS001 e2メイト（2008年7月1日から放送休止中）
- Ch.CS100 スカパー!プロモ100（2018年8月27日をもって放送終了）
- Ch.CS800 スポーツライブ+（2020年2月29日まではスカサカ!）
- Ch.CS801 スカチャン

スカパー!プレミアムサービス向けチャンネル
スカパーJSATが衛星一般放送事業者および有線一般放送事業者として放送してきたが、2014年5月31日で標準画質放送が終了し、ハイビジョン放送に移行した。
- Ch.200 スカパー!プロモ200
- Ch.202 スカパー!インフォ202

スカパーJSATが有線一般放送事業者として放送、スカパー・ブロードキャスティング → スカパー・エンターテイメントによる衛星一般放送へ供給。
- Ch.585他 スカチャン、スカチャン3D（※スカチャン3Dは2013年3月31日で放送終了）
- Ch.599 スカパー!プロモ599

一部番組の供給
スカパーJSATが、上記チャンネル放送分以外に放映権を得て制作するスポーツ中継番組などがあり、グループ・関連企業が編成するFIGHTING TV サムライ、J SPORTSなどのチャンネルへ番組供給している。
海外における放送供給
2014年2月22日、インドネシアの衛星放送・INDOVISION（英語版）にて日本のテレビ番組を放送するチャンネル「WAKUWAKU JAPAN」の放送を開始した。

#### コンテンツ配信
- スカパー! YouTubeパートナーページ - YouTube日本版におけるプロモーション動画（無料）
- SPOOX - PC、スマートフォン、タブレット、スカパー!HDチューナー向けビデオ・オン・デマンドサービス
- スカパー!番組配信 - PC、スマートフォン、タブレット、スカパー!HDチューナー向け番組配信サービス

#### 衛星通信回線提供
- スカパー!通信サービス - スカパー!のシステムを利用した映像通信サービス

#### 映像機器販売・レンタル等
- スカパー!ダイレクト - 自社も販売元のひとつとなっているスカパー!プレミアムサービス用チューナー（以下参照）をはじめ、他社製品を含む各種映像機器・アンテナ関連製品の直販・レンタル、一般世帯向けCS受信設備の工事仲介などを行っている。

製品群
- スカパー!プレミアムサービス用チューナー製品
  - スカパー!標準チューナー - CS-5000S（2006年）、SP-SR100H（2007年）
  - スカパー!HD対応チューナー - SP-HR200H（2008年）
  - スカパー!DVR（HDDレコーダー） - SP-DV100S（2007年）
- スカパー!プレミアムサービス光用チューナー製品（レンタルのみ）
  - スカパー!光HD対応チューナー - SP-HR250H（2010年）
- スカパー!プレミアムサービス用アンテナ製品
  - スカパー!標準アンテナ（1端子出力） - SP-AS100M（2007年）
  - スカパー!2ルームアンテナ（2端子出力） - SP-AM100M（2007年）
- スカパー!・スカパー!プレミアムサービス用アンテナ製品
  - スカパー!マルチ衛星アンテナ（プレミアムサービスは2端子出力、BS・110度CSは1端子出力） - SP-AM200M（2008年）、SP-AM400M（2010年）、SP-AM500M（2012年）、SP-AM600M（2013年）
  - 4K・8K対応スカパー!マルチアンテナ（従前のマルチ衛星アンテナの機能に加えBS・110度CS左旋円偏波に対応） - SP-SHV100D（2017年）
- スカパー!用テレビリモコン製品
  - スカパー!e2かんたんリモコン - SP-RM110U（2009年非売配布、2010年契約者限定発売）

スカパーJSAT独自ブランド製品であるSPシリーズは、末尾のアルファベットが開発協力メーカーを示している（D-DXアンテナ、H-ヒューマックス、M-マスプロ電工、S-ソニー、U-ユニデン）。なおCS-5000Sは、ヒューマックスジャパンのスカパー!用チューナーCS-5000をプライベートブランド化した製品である。

## 事業所等

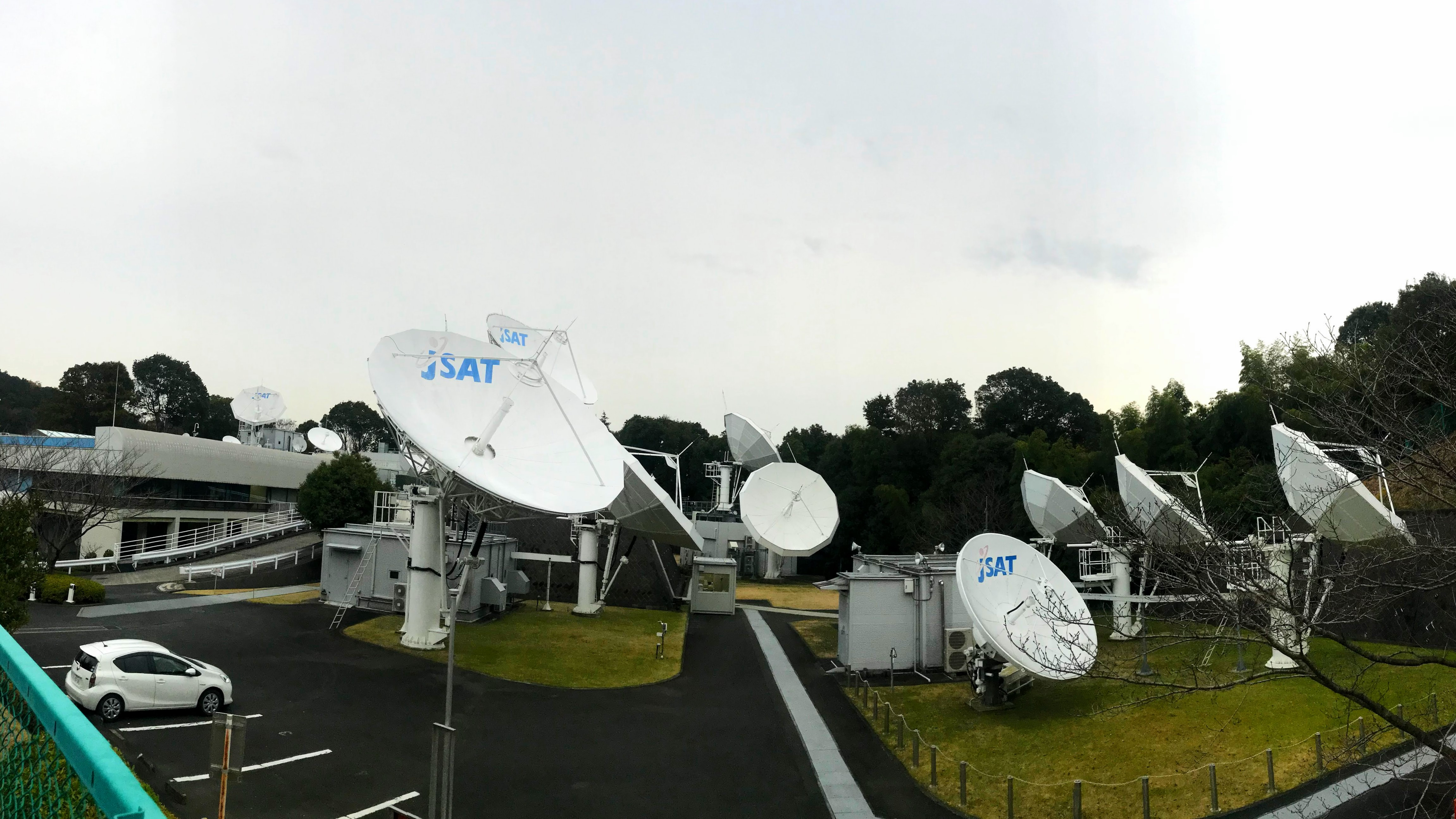
横浜衛星管制センターの建物（左）とパラボラアンテナ群

- 横浜衛星管制センター（Yokohama Satellite Control Center（YSCC））：神奈川県横浜市 - 主管制局
- 群馬衛星管制所（Gunma Teleport）：群馬県北群馬郡榛東村
- 茨城ネットワーク管制センター（Space Port East（SPE））：茨城県常陸大宮市
- 山口ネットワーク管制センター（Space Port West（SPW））：山口県山口市
- スカパー東京メディアセンター（SKY PerfecTV! Tokyo Media Center（TMC））：東京都江東区 - 放送センター。目黒メディアセンター（旧パーフェクTV!）・青海放送センター（旧JスカイB本社、東京都江東区青海2丁目43 青海フロンティアビル）・小山台送出センター（旧プラット・ワン 小山台ゲートウェイ、東京都品川区小山台1丁目31-9）の各設備を統合したもの。
- スカパーJSAT豊洲センター：東京都江東区 - 低軌道小型衛星向け通信センター
- 北海道ネットワーク管制センター：北海道千歳市 - 同上
- 沖縄ネットワーク管制センター：沖縄県糸満市 - 同上
- シンガポール支店：シンガポール
- ジャカルタ駐在所：インドネシア共和国ジャカルタ首都特別州

## スタジオ
- 江東区新砂の東京メディアセンター内にスタジオを保有しており、現在はスタジオレンタルなども展開している。

## 主なグループ企業
親会社
- 株式会社スカパーJSATホールディングス

連結子会社
- JSAT MOBILE Communications株式会社（東京都港区）
- JSATインターナショナル インク（米国ワシントンD.C.）
- 株式会社スカパー・ピクチャーズ（東京都港区）

関連会社
- 株式会社エム・シー・シー （東京都文京区） - 通信衛星SUPERBIRDのXバンド中継器による電気通信
- 株式会社ジェイ・スポーツ（東京都江東区）
- 日活株式会社（東京都文京区）
- ホライゾンズ・サテライト・ホールディングスLLC（米国） - JSATインターナショナルとインテルサット（旧・パンアムサット）が共同出資する持株会社
  - ホライゾンズ-1・サテライトLLC（米国） - 通信衛星Horizons-3Bの運営会社
  - ホライゾンズ-2・サテライトLLC（米国） - 通信衛星Horizons-3Bの運営会社
  - ホライゾンズ-3・サテライトLLC（米国） - 通信衛星Horizons-3Bの運営会社

その他の出資先
- 株式会社ザ・シネマ（東京都港区） など

### 過去の子会社・関連会社
現・スカパーJSATの子会社・関連会社であったもの、および旧スカパーグループのみ。
持株会社の直接子会社へ移行
- マルチチャンネルエンターテイメント株式会社（現・株式会社スカパー・エンターテイメント）

グループ内他企業へ合併または解散
- 株式会社アクティブ・スポーツ・ブロードキャスティング
- 株式会社eTEN
- 株式会社インフォメーションネットワーク郡山
- 株式会社衛星ネットワーク
- 株式会社エンルート
- 株式会社オプティキャスト
- 株式会社オプティキャスト・マーケティング
- 株式会社サムライティービー
- 株式会社シーエス・ナウ
- 株式会社スカパー・ウェルシンク
- 株式会社スカパー・ブロードキャスティング
- 株式会社スカパー・マーケティング [注 1]
- 株式会社スカパー・モバイル
- 日本メディアーク株式会社
- WAKUWAKU JAPAN株式会社

グループを離脱
- エキサイト株式会社
- 株式会社エー・ティー・エックス
- 株式会社ケーブルテレビ足立（のちの株式会社ジェイコム足立。2019年ジェイコム東京へ合併により法人格消滅。）